# François Tousignant

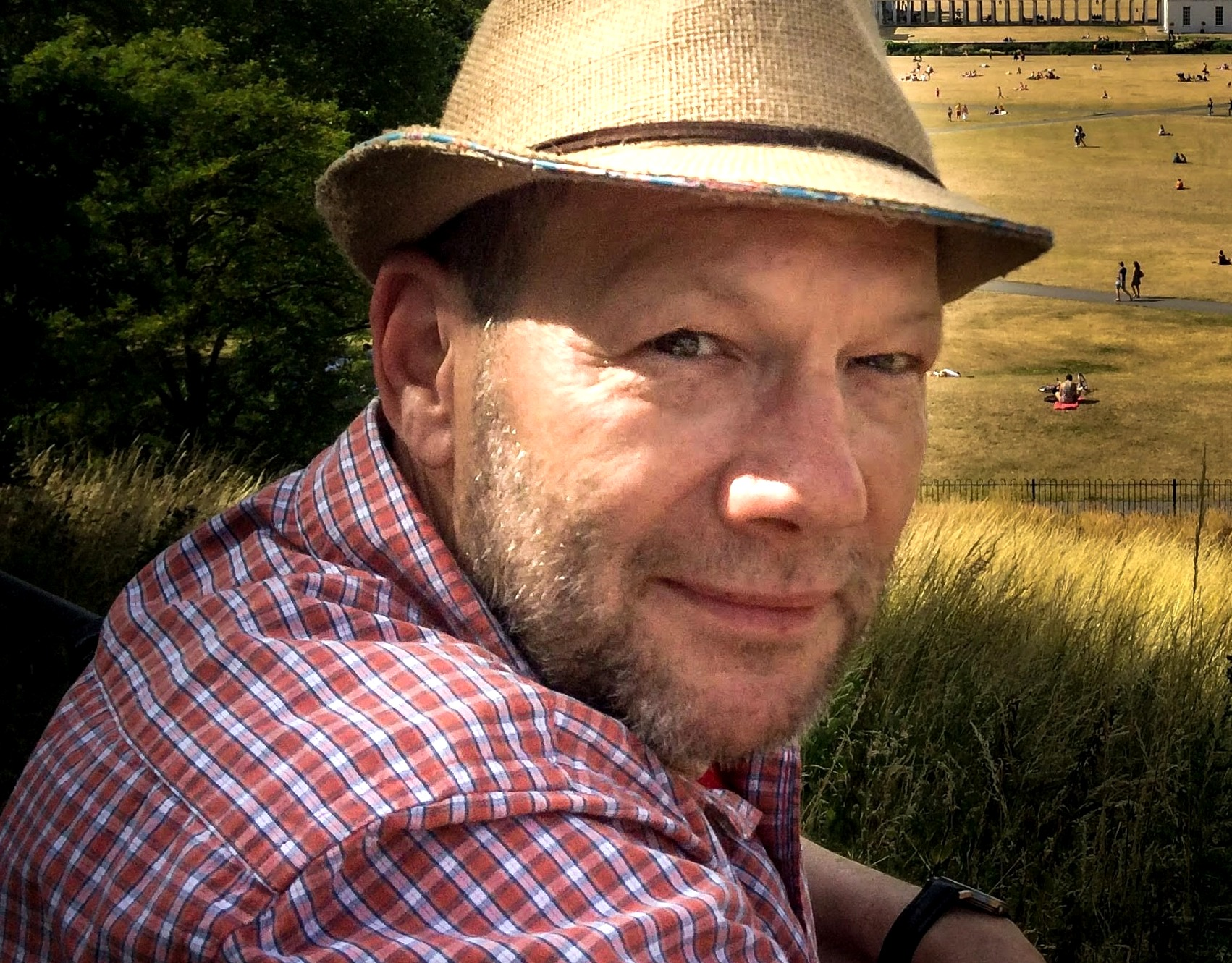
François Tousignant

François Tousignant (* 26. April 1955 in Montreal; † 26. März 2019) war ein kanadischer Komponist und Musikkritiker.
Tousignant studierte an der Universität Ottawa bei Luis de Pablo, an der École normale de musique in Paris bei Max Deutsch und an der Universität Montreal bei Serge Garant. 1982 gewann er mit der Komposition Durée den zweiten Preis beim Sir Ernest MacMillan Award/Fellowship der Composers, Authors and Publishers Association of Canada (CAPAC).
1984 komponierte er eine Messe, die anlässlich eines Besuchs von Papst Johannes Paul II. in Ottawa aufgeführt wurde. 1984/85 war er musikalischer Direktor einer Konzertreihe für zeitgenössische Musik in der Maison du Citoyen in Hull/Québec. Mit einem Stipendium der Universität Ottawa studierte er von 1986 bis 1987 am IRCAM.
Nachdem Tousignant von 1986 bis 1988 einen Lehrauftrag an der Universität Ottawa gehabt hatte, wurde er 1988 Professor an der Universität Montreal. Neben seinen Kompositionen, bei denen er überwiegend mit serieller Technik arbeitete, wurde Tousignant auch als Musikkritiker der Zeitschrift Le Devoir bekannt.

## Werke
- La Chevelure... für drei Soprane und elektrisches Klavier, 1978
- Durée, 1982
- Messe, 1984
- Portrait, Musiktheater, 1984
- Concerto für Klavier und Orchester, 1985
- Diptyque für Orchester, 1988